# گورستان فال
قبرستان فال مربوط به دوران‌های تاریخی پس از اسلام است و در شهرستان مهر، بخش گله دار، روستای فال واقع شده و این اثر در تاریخ ۲۴ تیر ۱۳۸۲ با شمارهٔ ثبت ۹۲۰۹ به‌عنوان یکی از آثار ملی ایران به ثبت رسیده است.